# Genea cinerea
Genea cinerea là một loài ruồi trong họ Tachinidae.